# 한국문화재단
한국문화재단은 '예술한국의 선양을 위한 각종 예술단체 구성·운영 및 국내·외 공연을 실시하고, 교육이념에 입각한 예술, 인문과학 각 분야의 인적자원 개발․육성을 위함'이라는 목적으로 1969년 12월 5일 설립된 대한민국 문화체육관광부 소관의 재단법인이다. 사무실은 서울특별시 광진구 능동25에 있다. 대통령 박근혜가 이사장으로 있던 동명의 한국문화재단과는 다른 재단이다.

## 주요 사업
- 리틀엔젤스예술단 및 예술회관 운영
- 세계저명음악인 초청연주회 개최
- 학교법인 선화학원 지원

## 같이 보기
- 유니버설 아트센터
- 선문학원
- 박근혜